# Edentomyia piauiensis
Edentomyia piauiensis är en tvåvingeart som beskrevs av Galati, Andrade-filho, Silva och Falcao 2003. Edentomyia piauiensis ingår i släktet Edentomyia och familjen fjärilsmyggor. Inga underarter finns listade i Catalogue of Life.